# Androna Linartas Czesnowics
Androna Linartas Czesnowics (1940) es una artista lituana que ha desarrollado su carrera en México.
Su obra es desarrollada principalmente en el arte textil y el tapiz. En su obra integra técnicas como el tejido, el anudado y el collage, así como materiales como lana, algodón, henequén, seda, lino, hilo metálico, escobetilla y agujas de coníferas, en tanto realiza el teñido de los mismos con grana cochinilla, nopal, henequén, cempasúchitl, palo de Brasil, nuez, añil, chate-barro negro, sacatita, chauk y pericón.

## Premios y reconocimientos
- 1986 - Sección Bienal de Tapiz y Arte Textil del Salón Nacional de Artes Plásticas
- 1997 - Beca del Sistema Nacional de Creadores de Arte, México.
- 2011 - Premio Olga de Amaral, 6th World Textile Art Bienal